# 池田建太
池田 建太（いけだ けんた、8月25日 - ）は日本の演出家、劇作家、作詞家、俳優、殺陣道場宗家。

## 人物
出生地は東京都葛飾区。
・合同会社ケルスプロモーション代表および総合プロデューサー
・劇団SAKURA前戦の代表および演出、俳優、殺陣振り付け
・士剣流殺陣道場 宗家

## 演出作品

### 【劇団SAKURA前戦】
・不知火シリーズ「花てまり」「鳥かぐら」「仇討ち・しぐれ傘」
　・暁のワルプルギス
　・コープスナイト
　・明日の私の忘れ物
　・パンドラの乙女たち
　・花いちもんめ

### 【TAFプロデュース】
・幕末疾風伝MIBURO～壬生狼～

## 戯曲
おもに代表を務める「劇団SAKURA前戦」のアトリエ公演作品として執筆。
　・うっかりあきらのさわやか青春日記（1999年）
　・ヒーロー列伝（1999年）
　・ファンタスティック☆らんぷ（2000年）
　・サイボーグあかり（2003年）
　・ベースマン（2003年）
　・THE 射的!!!（2004年）
　・☆闘源郷☆（2007年）
　・宝塚ドリーム（2008年）
　・ハッピー同窓会（2013年）
　・ヒーロー列伝改訂版（2015年）

## 出演作品

### ◎舞台｜国内

#### 【劇団SAKURA前戦】
・1999年9月　紫雲の涯て（NTT夢天神ホール）‐ 武蔵坊弁慶
・2000年4月　Heart Land～あなたがいた風景～（NTT夢天神ホール）- 新三郎、立花（二役）
・2001年2月　紫雲の涯て2001（NTT夢天神ホール）‐ 武蔵坊弁慶
　　　　12月　ポセイドンの娘（NTT夢天神ホール）- シュウジ
・2002年5月　ポセイドンの娘（NTT夢天神ホール）- シュウジ
　　　　10月　サンセットシンドローム（スカラエスパシオ）- 土方歳三
　　　　11月　紫雲の涯て（福岡市立平尾中学校）- 武蔵坊弁慶
・2003年5月　サンセットシンドローム（福岡市早良市民センター）- 土方歳三　
　　　　11月　サンセットシンドローム｜筑陽学園創立記念公演（福岡サンパレス）- 土方歳三　
・2004年6月　永遠 -えいえん-（福岡市中央市民センター）- 黒崎
　　　　　9月　永遠 -えいえん-（NTT夢天神ホール）- 黒崎
・2005年6月　紫雲の涯て2005（福岡市早良市民センター）- 武蔵坊弁慶
　　　　12月　永遠 -えいえん-（福岡市中央市民センター）- 黒崎
・2006年11月　サンセットシンドローム（NTT夢天神ホール）- 土方歳三　
　　　　12月　サンセットシンドローム（男女共同参画センター「ムーブ」）- 土方歳三
・2008年5月　まほろば物語（福岡市早良市民センター）- ミカゲ
　　　　9月　まほろば物語（シアターグリーンBIG TREE THEATER）- ミカゲ
・2009年9月　100年目の眠り姫（福岡市早良市民センター）- 八神、林太郎（二役）
　　　　9月　100年目の眠り姫（シアターグリーンBIG TREE THEATER）- 八神、林太郎（二役）
・2011年5月　MOON ～鬼が棲む森～（NTT夢天神ホール）- 柊木
　　　　9月　MOON ～鬼が棲む森～（シアターグリーンBIG TREE THEATER）- 柊木
・2014年12月　殺陣演舞「仇討ち・しぐれ笠」（Studioケルス）
・2015年11月　殺陣演舞「仇討ち・しぐれ笠」（Studioケルス）
　　　　12月　不知火シリーズ Vol.1「花てまり」（Studioケルス）- 左平次
・2016年11月　不知火シリーズ Vol.1「花てまり」（Studioケルス）- 左平次
・2017年5月　TAFプロデュース「幕末疾風伝MIBURO～壬生狼～」（かめありリリオホール）- 土方歳三
　　　　9月　不知火シリーズ Vol.1「花てまり」（茨城・笠間公民館）- 左平次
・2018年1月　不知火シリーズ Vol.1「花てまり」（Studioケルス）- 左平次
・2019年3月　不知火シリーズVol.2「鳥かぐら」（Studioケルス）‐ 左平次

### ◎舞台｜海外
・2000年5月　Heart Land（マサン国際演劇祭）｜韓国
・2001年5月　紫雲の涯て（マサン国際演劇祭）｜韓国
・2002年7月　紫雲の涯て（チュンチョン国際演劇祭）｜韓国
　　　　10月　サンセットシンドローム（マサン国際演劇祭）｜韓国
・2003年5月　サンセットシンドローム（マサン国際演劇祭）｜韓国
　　　　8月　サンセットシンドローム（チュンチョン国際演劇祭）｜韓国
・2004年5月　永遠 -えいえん-（マサン国際演劇祭）｜韓国
　　　　7月　永遠 -えいえん-（チュンチョン国際演劇祭）｜韓国
・2005年7月　Over the Purple Cloud（世界演劇祭・Théâtre des Variétés）｜モナコ
・2006年7月　紫雲の涯て（ポハン国際演劇祭）｜韓国
　　　　7月　紫雲の涯て（チュンチョン国際演劇祭）｜韓国
　　　　8月　Over the Purple Cloud（Estivades演劇祭）オープニング公演｜ベルギー
・2007年7月　サンセットシンドローム（ポハン国際演劇祭）｜韓国
・2010年7月　MOON （ポハン国際演劇祭）｜韓国
　　　　9月　MOON （チュンチョン国際演劇祭）｜韓国
・2013年7月　Sunset Diaries（世界演劇祭・Salle Garnier）｜モナコ

### ◎殺陣イベント（振付）
・2012年10月　葛飾区産業フェスティバル（テクノプラザ葛飾）
・2013年4月　五色桜EKIDEN（荒川河川敷ステージ）
　　　　11月　東京電機大学「旭祭」（東京電機大学）
・2014年11月　1Dayフェスinあだち（西新井ギャラクシティ）
・2015年10月　足立区NPOフェスティバル（足立区役所ホール）：振付のみ
・2016年5月　葛飾わいわいフェスティバル（テクノプラザ葛飾）
・2018年2月　韓国・ウォンジュ（原州）ダンスカーニバル

## 作詞

### 【劇中曲】
・月下-gekka-｜不知火シリーズ 主題歌
　・旅路のむこう｜幕末疾風伝MIBUROー壬生狼ー 主題歌

### 【風船Land】※赤崎なつ名義で歌詞提供
・100日すまいる、たぶんスマイル
　・脱力系しなやかと、あの日の思い出は青い空
　・僕の夏は、今も続いている
　・赫焉ーかくえんー
　・立ち止まっていた夢を
　・君への手紙
　・プラチナの瞳
　・手を伸ばした先に